# Бигиняево
Бигиняево (баш. Бигәнәй) — деревня в Бураевском районе Башкортостана, входит в состав Каинлыковского сельсовета.

## История
В «Списке населенных мест по сведениям 1870 года», изданном в 1877 году, населённый пункт упомянут как деревня Бигинеева 5-го стана Бирского уезда Уфимской губернии. Располагалась при речке Уе, по левую сторону просёлочной дороги из Бирска в Осу, в 55 верстах от уездного города Бирска и в 67 верстах от становой квартиры в деревне Суслова. В деревне, в 33 дворах жили 211 человек (105 мужчин и 106 женщин, тептяри). Жители занимались земледелием, скотоводством, пчеловодством, пилкой леса.

## Население
| 2002 | 2009 | 2010 |
| ---- | ---- | ---- |
| 225  | ↘208 | ↘183 |

Согласно переписи 2002 года, преобладающая национальность — башкиры (94 %).

## Географическое положение
Расстояние до:
- районного центра (Бураево): 21 км,
- центра сельсовета (Каинлыково): 2 км,
- ближайшей ж/д станции (Янаул): 89 км.

## Известные уроженцы
- Майский, Сахип Нурлугаянович (1901—1942) — Герой Советского Союза.